# Stowarzyszenie Artystyczne Magazyn Zbożowy GS
Stowarzyszenie Artystyczne Magazyn Zbożowy GS – stowarzyszenie działające w obszarze kultury, którego siedzibą jest Magazyn Zbożowy GS w Mogilnie. Wśród projektów realizowanych przez stowarzyszenie są cykle koncertów muzyki niezależnej „Muzyka Pozaradiowa” i organizacja, wraz z Mogileńskim Domem Kultury, „Mogileńskich Spotkań Plastycznych” – imprezy odbywającej się co dwa lata, której trzonem jest wystawa w Domu Kultury. Uzupełniają ją wystawy towarzyszące, wydarzenia muzyczne i teatralne.. Od wielu lat imprezę ubogacają występy teatru Terminus A Quo z Nowej Soli.